# Oscar Kahl
Oscar Kahl (thailändisch ออสการ์ คาห์ล; * 17. Oktober 1997) ist ein ehemaliger thailändisch-schwedischer Fußballspieler.

## Karriere

### Verein
Oscar Kahl erlernte das Fußballspielen in der Jugendmannschaft von AIK Solna in Schweden. Für den Club aus Solna spielte er in der U19 sowie der U21-Mannschaft. 2017 wechselte er nach Thailand. Hier unterschrieb er einen Vertrag bei Bangkok United. Der Club aus Bangkok spielte in der ersten Liga, der Thai League. Die Saison 2018 wurde er an Army United ausgeliehen. Der ebenfalls in Bangkok beheimatete Verein spielte in der zweiten Liga, der Thai League 2. Die Hinserie 2019 erfolgte eine Ausleihe an den Bangkoker Zweitligisten Air Force United. Nach Vertragsende bei Bangkok United wechselte er 2020 zum Zweitligaaufsteiger Ranong United FC nach Ranong. Nach sechs Zweitligaspielen wechselte er Ende Dezember 2020 zum Erstligisten Rayong FC nach Rayong. Sein Erstligadebüt gab er am 27. Dezember 2020 im Auswärtsspiel gegen den Nakhon Ratchasima FC. Hier wurde er in der 59. Minute für Kirati Kaewnongdang eingewechselt. Am Ende der Saison 2020/21 musste er mit Rayong als Tabellenletzter in die zweite Liga absteigen. Nach dem Abstieg verließ er Rayong und schloss sich dem Drittligisten Songkhla FC an. Mit dem Verein aus Songkhla spielte er 14-mal in der Southern Region der Liga. Ende November 2022 beendete er seine Karriere als Profifußballer. Die Saison 2024/25 spielte er in der Amateurmannschaft des Euro Football Center. Mit dem Team trat er in der Bangkok Premier League an.

### Nationalmannschaft
Oscar Kahl spielte 2018 einmal in der thailändischen U23-Nationalmannschaft. Hier kam er am 17. Juli in einem Freundschaftsspiel gegen Hongkong zum Einsatz.

## Sonstiges
Oscar Kahl ist der Bruder von Eric Kahl.